# Pau Cateura Bennàsser
Pau Cateura Bennàsser (Palma de Mallorca, 1949-Ibidem, 24 de septiembre de 2018) fue un catedrático español de historia medieval en la Universidad de las Islas Baleares (UIB), y uno de los mayores expertos medievalistas en las Islas Baleares.

## Formación académica y labor docente
Tras licenciarse en Filosofía y Letras, dentro de la especialidad de Historia General, por la Universidad de Barcelona, regresó a Palma de Mallorca en 1974, para trabajar en la UIB como profesor contratado. En 1981 defendió la tesis doctoral en el departamento de Filosofía y Letras, y en 1984 obtuvo plaza de profesor titular. En 2002 obtuvo la cátedra universitaria en el departamento de Historia Medieval de la UIB. Tras 44 años de labor docente, tenía previsto jubilarse el 30 de septiembre del 2018.

## Líneas de investigación y publicaciones
Sus campos de investigación se centraron en la Historia fiscal y financiera de la Baja Edad Media, y desde finales del siglo XX hasta su fallecimiento dirigió diversos proyectos de investigación.
Publicó más de un centenar de trabajos, entre libros y artículos. Participó en la elaboración del Libro blanco de la Historia (2004).
Entre sus publicaciones, destacan: Los impuestos indirectos en el reino de Mallorca (Palma, 2006); La administración atrapada... (Palma, 2008); El crédito y el sistema financiero del reino de Mallorca -como coordinador- (Palma, 2009). Antes de fallecer estaba trabajando en la publicación de La crisis bajomedieval en la Corona de Aragón (1350-1450), en coordinación con Lluís Tudela.
Estaba previsto que participara en las XXXVI Jornadas de Estudios Históricos Locales dedicadas a Los judíos en Baleares. Presencia, expulsión y represión, que se celebrarían en Mahón, en noviembre del 2018, con una ponencia sobre Los judíos en Baleares (Edad Media).

## Cargos y nombramientos[5]
- Académicos correspondientes de la Real Academia de la Historia (2006)
- Director de la revista "Mayurga".
- Miembro de la Comisión Organizadora de los congresos de la Corona de Aragón.
- Miembro del consejo asesor de la revista "Acta Historica et Archaeologica Mediaeval".
- Miembro del consejo asesor de la revista "Espacio".
- Miembro del consejo asesor de la revista "Territorio y Sociedad en la Edad Media".
- Miembro del consejo asesor de la revista "Tiempo y Forma".
- Vicedecano y jefe de estudios de Historia de la Facultad de Filosofía y Letras, de la UIB (2001-2004)